# École américaine internationale de Budapest

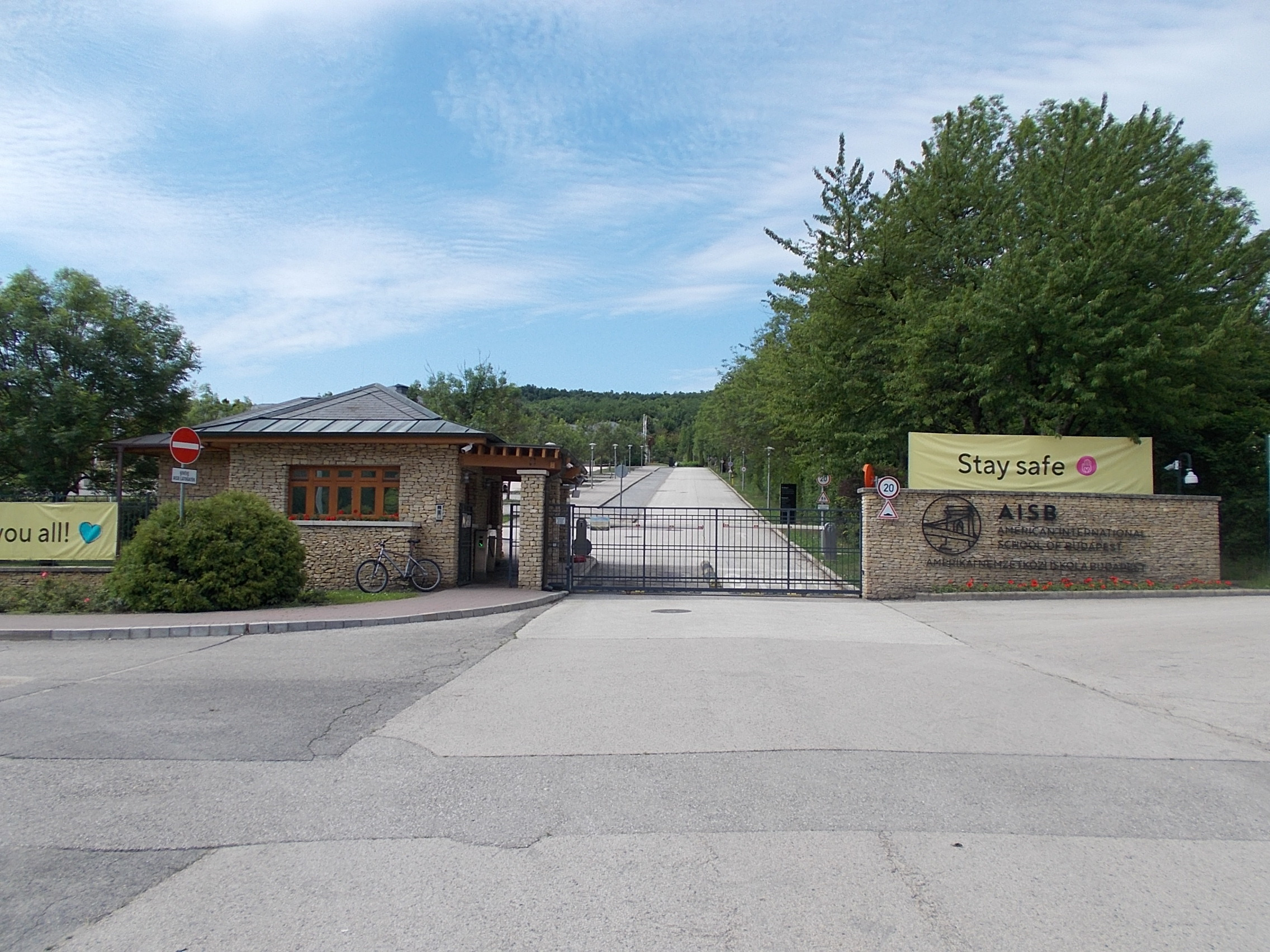
La portique d'entrée de l'AISB pendant le COVID-19

L'École américaine internationale de Budapest (en anglais : American International School of Budapest, AISB) est une école internationale située dans l'agglomération budapestoise, à Nagykovácsi. Fondée en 1973, elle accueille à l'origine les enfants des employés consulaires américains en Hongrie.